# Ökenhöna
Ökenhöna (Ammoperdix heyi) är en liten hönsfågel i familjen fasanfåglar.

## Kännetecken

### Utseende
Ökenhönan är en relativt liten hönsfågel (22-25 centimeter), huvudsakligen sandbrun med bruna och vita vågor på flankerna. Hanen har grått huvud med en vit strimma framför ögat. Halsens sidor är enfärgade och inte vitfläckiga, vilket skiljer den från närbesläktade visselhönan. Honan är en urvattnad version av hanen och därmed svårare att skilja från visselhönan.

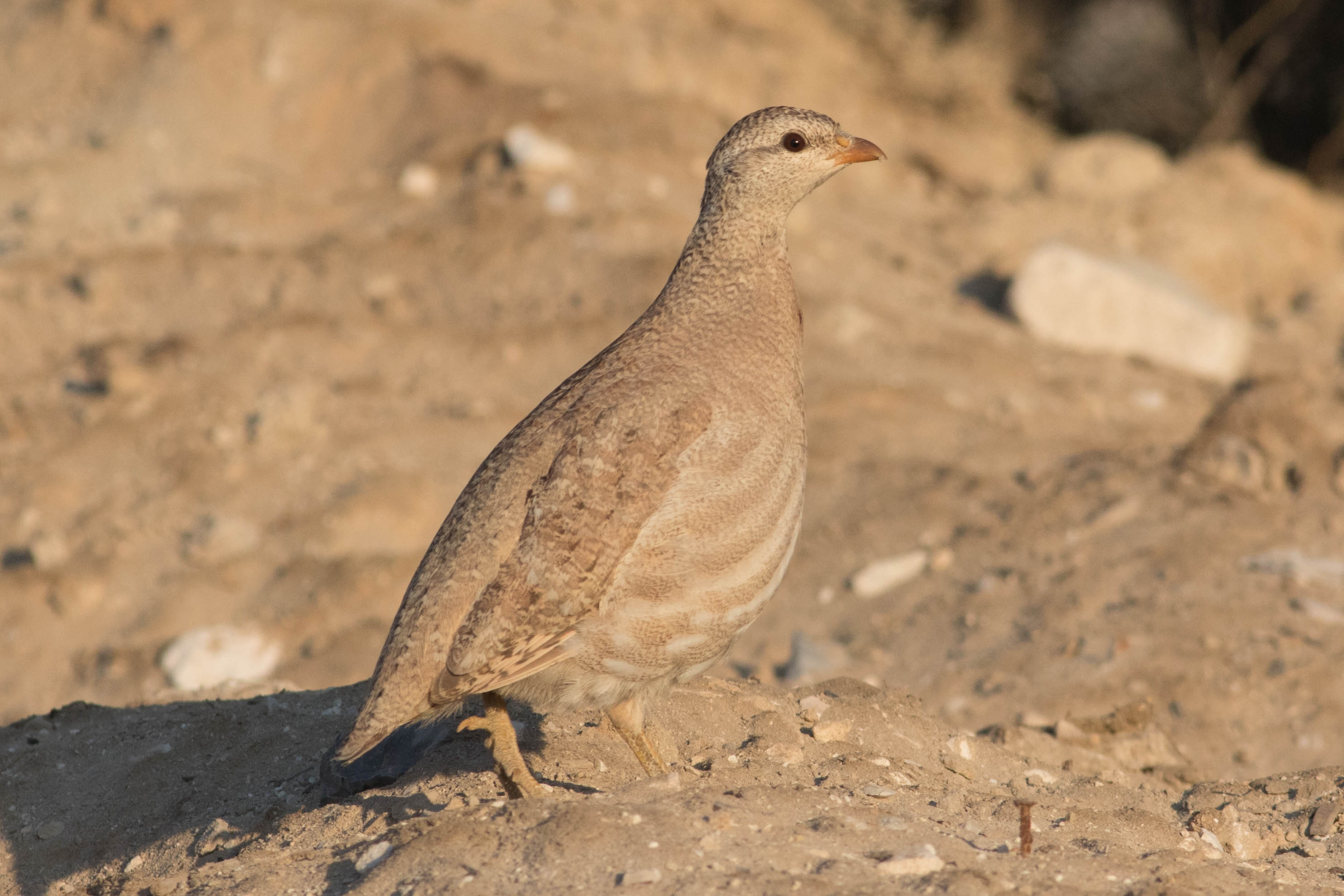
Hona ökenhöna.

### Läten
Ökenhönans läte är ett kort och raskt upprepat ljud som är nedåtkrökt och avslutas snärtigt: "kyva kyva kyva".

## Utbredning och systematik
Ökenhönan delas in i fyra underarter med följande utbredning:
- Ammoperdix heyi heyi – förekommer från Jordandalen till Sinaihalvön och västra Saudiarabien.
- Ammoperdix heyi nicolli – förekommer i norra Egypten, öster om Nilen.
- Ammoperdix heyi cholmleyi – förekommer från centrala Egypten, öster om Nilen till norra Sudan.
- Ammoperdix heyi intermedius – förekommer på södra Arabiska halvön.

### Släktskap
DNA-studier visar att visselhönans släkte Ammoperdix tillhör en grupp fasanfåglar med bland annat vaktlar i Coturnix, buskvaktlar i Perdicula, berghönsen med släktingar i Alectoris samt Pternistis-frankoliner. Ammoperdix är systerklad till alla andra släkten i gruppen.

## Levnadssätt
Fågeln häckar i närheten av vatten i exempelvis bergsöken, på klippiga bergssluttningar, i wadis och liknande. Den lägger i genomsnitt fem till sju ägg direkt på marken i en uppskrapad grop. Ökenhönan livnär sig av olika typer av frön och viss insektsföda. Den springer hellre undan än flyger när den störs.

## Status och hot
Arten har ett stort utbredningsområde och en stor population med stabil utveckling. Utifrån dessa kriterier kategoriserar IUCN arten som livskraftig (LC). Världspopulationen har inte uppskattats men den beskrivs som vida spridd och vanlig.

## Namn
Fågelns vetenskapliga artnamn hedrar Michael Hey (1798-1832), tysk kirurg och samlare av specimen i Mellanöstern och nordöstra Afrika.